# Coldwater (rzeka)

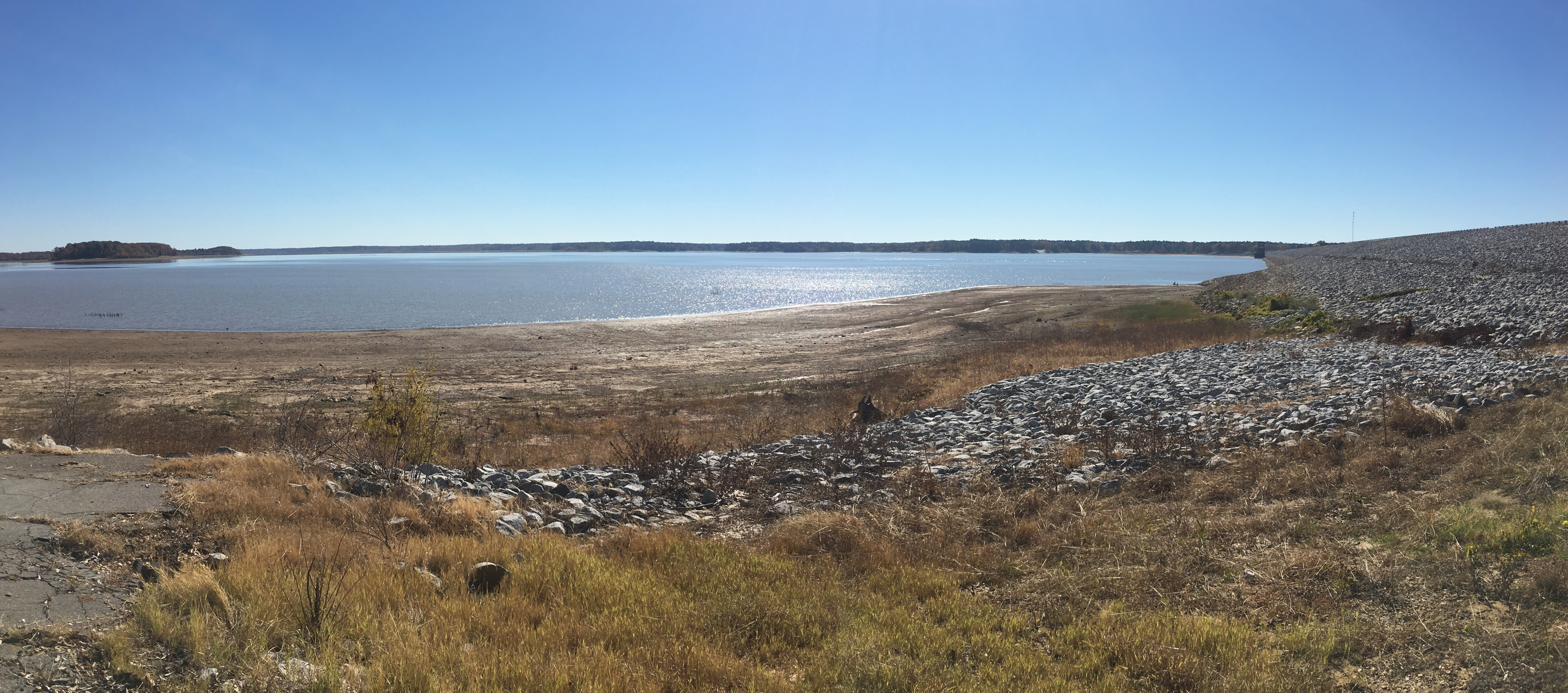
Jezioro Arkabutla

Coldwater – rzeka w północno-zachodniej części stanu Missisipi, dopływ Tallahatchie. Jej długość wynosi 350 km, a bieg jest mniej więcej równoległy do Missisipi. W okolicach Memphis wody Coldwater spiętrza zapora Arkabutla, tworząc jezioro Arkabutla.
Obecna nazwa została ustalona w 1891 roku. Inne funkcjonujące nazwy rzeki to: Cold Water, Copasaw i Okalopasaw.